# Marcos Mazari Menzer
Marcos Manuel Mazari Menzer (Ciudad de México, 16 de junio de 1925 - Ciudad de México, 24 de enero de 2013) fue un ingeniero civil con cursos de posgrado en física nuclear, investigador y académico mexicano.  Se especializó en el estudio y uso de los campos magnéticos, fue uno de los pioneros de la energía nuclear en México, ha trabajado, además, en el problema de abastecimiento de agua de la Ciudad de México. 

## Estudios
Hijo del médico Manuel Mazari y  de Margarita Menzer realizó sus estudios en el Colegio Alemán Alexander von Humboldt de la Ciudad de México. Ingresó a la Escuela Nacional de Ingeniería de la Universidad Nacional Autónoma de México cursando la carrera de ingeniero civil de 1944 a 1948. Fue discípulo de Raúl J. Marsal Córdoba y Nabor Carrillo Flores. Cursó la carrera de Matemáticas en la Facultad de Ciencias de 1946 a 1948. Tomó cursos de especialización en la Escuela de Graduados de Ingeniería en mecánica de suelos y estructuras de 1947 a 1949. Obtuvo una beca de la embajada estadounidense la cual le permitió realizar una especialidad en física nuclear en el Massachusetts Institute of Technology (MIT) de 1953 a 1954.
En 1948 impartió clases en la Facultad de Ingeniería, y clases de posgrado en la Facultad de Ciencias de 1960 a 1965.

## Investigador y académico
Fue investigador del Instituto de Física de la UNAM desde 1954. Fue asesor de la Comisión Nacional de Energía Nuclear de 1960 a 1965, llegando a ser director del Acelerador Van de Graaff Tandem del Centro Nuclear de 1966 a 1971. Fue jefe de la División de Investigación Científica y del Acelerador del Centro Nuclear de México de 1972 a 1975. Fue asesor del Instituto de Ingeniería de la UNAM desde 1975 hasta el día de su muerte.
Fue miembro de la Sociedad Mexicana de Instrumentación, de la Academia Mexicana de Ingeniería, fue presidente de la Academia de la Investigación Científica de 1965 a 1966.  Ingresó a El Colegio Nacional el 11 de noviembre de 1982 con el discurso "La partícula en nuestro universo" el cual fue contestado por el doctor Marcos Moshinsky. Fue miembro del Consejo Consultivo de Ciencias de la Presidencia de la República. Murió el 24 de enero de 2013.

## Premios y distinciones
- Premio de Investigación Científica, otorgado por la Academia Mexicana de Ciencias en 1962.
- Premio Nacional de Ciencias y Artes en el área de Tecnología y Diseño otorgado por el Presidencia de la República mexicana en 1980.
- Investigador Emérito por la Universidad Nacional Autónoma de México en 1985.
- Premio Universidad Nacional otorgado por la Universidad Nacional Autónoma de México en 1992.
- Doctor honoris causa por la Universidad Nacional Autónoma de México en 1996.

## Publicaciones
Escribió y publicó más de sesenta trabajos de investigación en revistas como Revista de Ingeniería de la Escuela Nacional de Ingenieros de la UNAM, Revista ICA del grupo mexicano Ingenieros Civiles Asociados, Mexicana de Física, Physical Review por la University of Toronto Press, e Instrumentación y Desarrollo.  Fue coautor con Raúl J. Marsal del libro El subsuelo de la Ciudad de México.